# John T. Scopes
John Thomas Scopes (Paducah, 3 d'agost de 1900 – Shreveport, 21 d'octubre de 1970) va ser un professor estatunidenc, que com a docent a Dayton, Tennessee, el 5 de maig de 1925 va ser acusat d'haver violat la llei Butler (Butler Act) que prohibia ensenyar la teoria de l'evolució a les escoles de l'estat. El seu cas es coneix com el Judici Scopes.

## Biografia
Scopes va néixer i es va criar a una granja de Paducah, Kentucky després, a l'adolescència, es traslladà a Danville, Illinois. El 1917 va desplaçar-se a Salem, Illinois i va ser un dels membres de la classe de 1919 al Salem High School. Durant un curt període assistí a la Universitat d'Illinois, però la va deixar per problemes de salut. Es va graduar a la Universitat de Kentucky el 1924, amb un major en dret i un minor en geologia. Scopes es traslladà a Dayton on treballà com entrenador de futbol americà a l'Institut i ocasionalment treballà com a professor substitut.
La implicació de Scopes en l'anomenat judici Scopes Monkey Trial va tenir lloc quan la Unió Americana per les Llibertats Civils (ACLU) anuncià que desafiaria la llei Butler si podien trobar un mestre de Tennessee en qualitat d'imputat.
Un grup d'homes de negocis a Dayton, Tennessee, liderats per l'enginyer i geòleg George Rappleyea, va veure això com una oportunitat d'aconseguir publicitat per la seva ciutat i es va acostar a Scopes. Rappleyea va assenyalar que si bé la llei Butler prohibia als mestres l'ensenyament de l'evolució humana, l'estat ha d'utilitzar el llibre de text assignat, Civic Biology de George William Hunter (1914) el qual inclou un capítol sobre l'evolució. Rappleyea va argumentar que els mestres estaven destinades fonamentalment a violar la llei. Quan se li va preguntar sobre el cas de prova, Scopes va ser inicialment reticent a participar, però després d'una estona, li va dir al grup reunit a la drogueria de Robinson, "Si vostè pot demostrar que jo he ensenyat evolució i que puc complir els requisits d'acusat, llavors jo estaré disposat a enfrontar-me un judici"
."
El judici, que s'havia obert el 10 de juliol de 1925,es va acabar el 21 de juliol amb un veredicte de culpabilitat i es va imposar una multa de 100 dòlars a Scopes. La llei Butler va continuar vigent fins a l'any 1967.
Després del judici va acceptar una beca per a estudis de postgrau en geologia a la Universitat de Chicago. Aleshores va fer un treball geològic de camp a Veneçuela on va conèixer la seva dona Mildred i va ser batejat a l'Església Catòlica Romana. El 1930, va tornar a la Universitat de Chicago per continuar els estudis de postgrau. Després de dos anys sense treballar va trobar feina com a geòleg a la companyia United Gas Company. Va treballar a Houston, Texas i després a Shreveport, Louisiana, fins que es va retirar el 1963.
Llibres
- Bryan, William Jennings; Darrow, Clarence; Scopes, John Thomas. The World's Most Famous Court Trial, Tennessee Evolution Case; A Complete Stenographic Report of the Famous Court Test of the Tennessee Anti-Evolution Act, at Dayton, July 10 to 21, 1925, Including Speeches and Arguments of Attorneys.  Cincinnati: National Book Company, 1925 [Consulta: 11 octubre 2007].
- De Camp, L. Sprague. googlebooks The Great Monkey Trial.  Garden City, N.Y.: Doubleday, 1968 [Consulta: 2 juliol 2008].

Web
- «Famous Trials in American History: Tennessee vs. John Scopes». Arxivat de l'original el 9 de febrer 2015. [Consulta: 13 febrer 2009].